# Roter Turm (Halle (Saale))

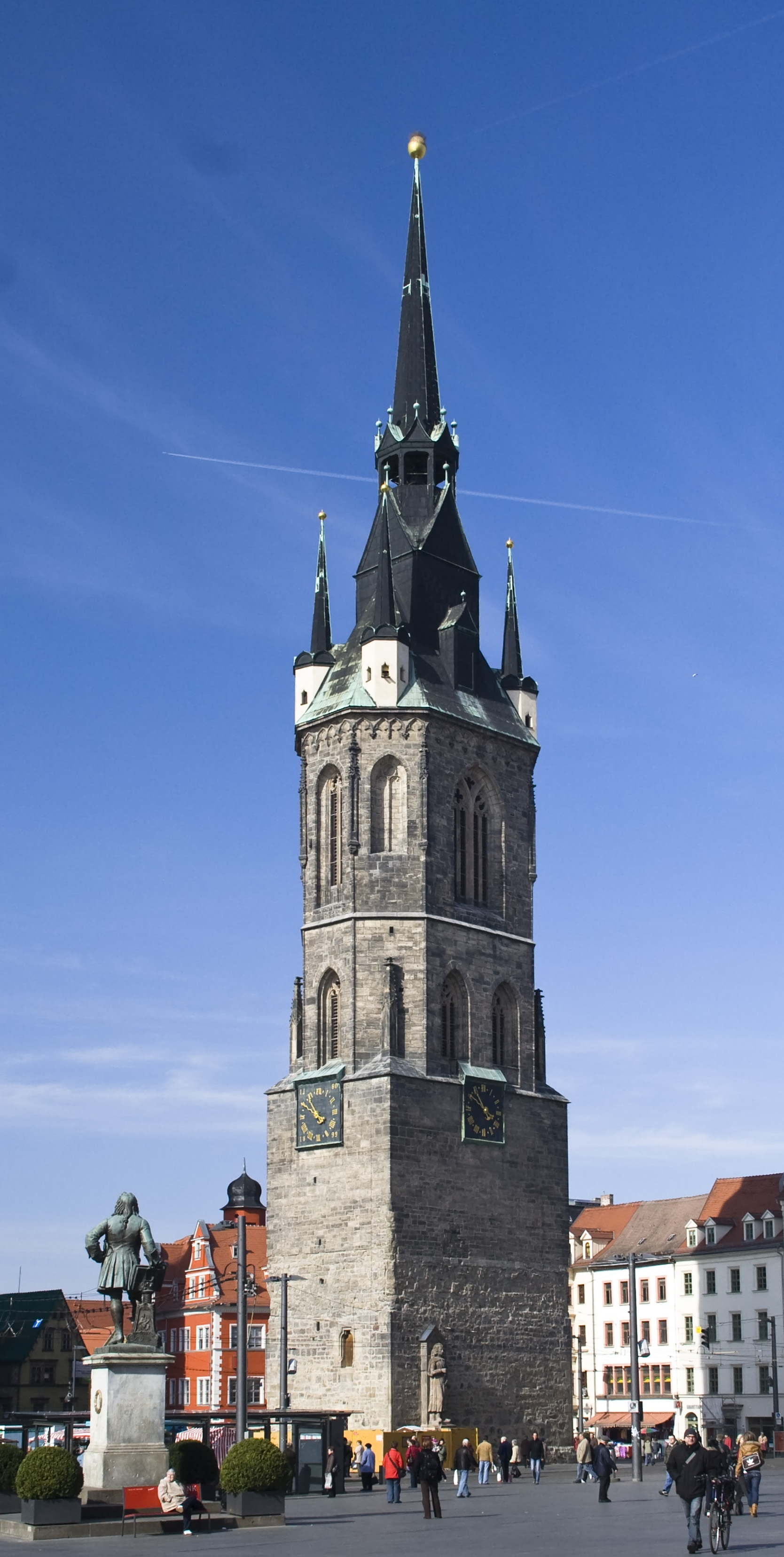
Der Rote Turm (2009)

Der Rote Turm ist Teil des Wahrzeichens der Stadt Halle (Saale). Dieses bildet er gemeinsam mit den vier Türmen der Marktkirche Unser Lieben Frauen. Halle wird wegen der markanten Silhouette dieser beiden Bauten auch oft als Stadt der Fünf Türme bezeichnet. Der Turm brannte am 16. April 1945 durch Artilleriebeschuss aus und verlor seinen charakteristischen Turmhelm. Bis auf die Turmumbauung wurde er 1975 wiederhergestellt. Er beherbergt das größte Glockenspiel Europas, das „Europa-Carillon“. 

## Lage und Beschreibung

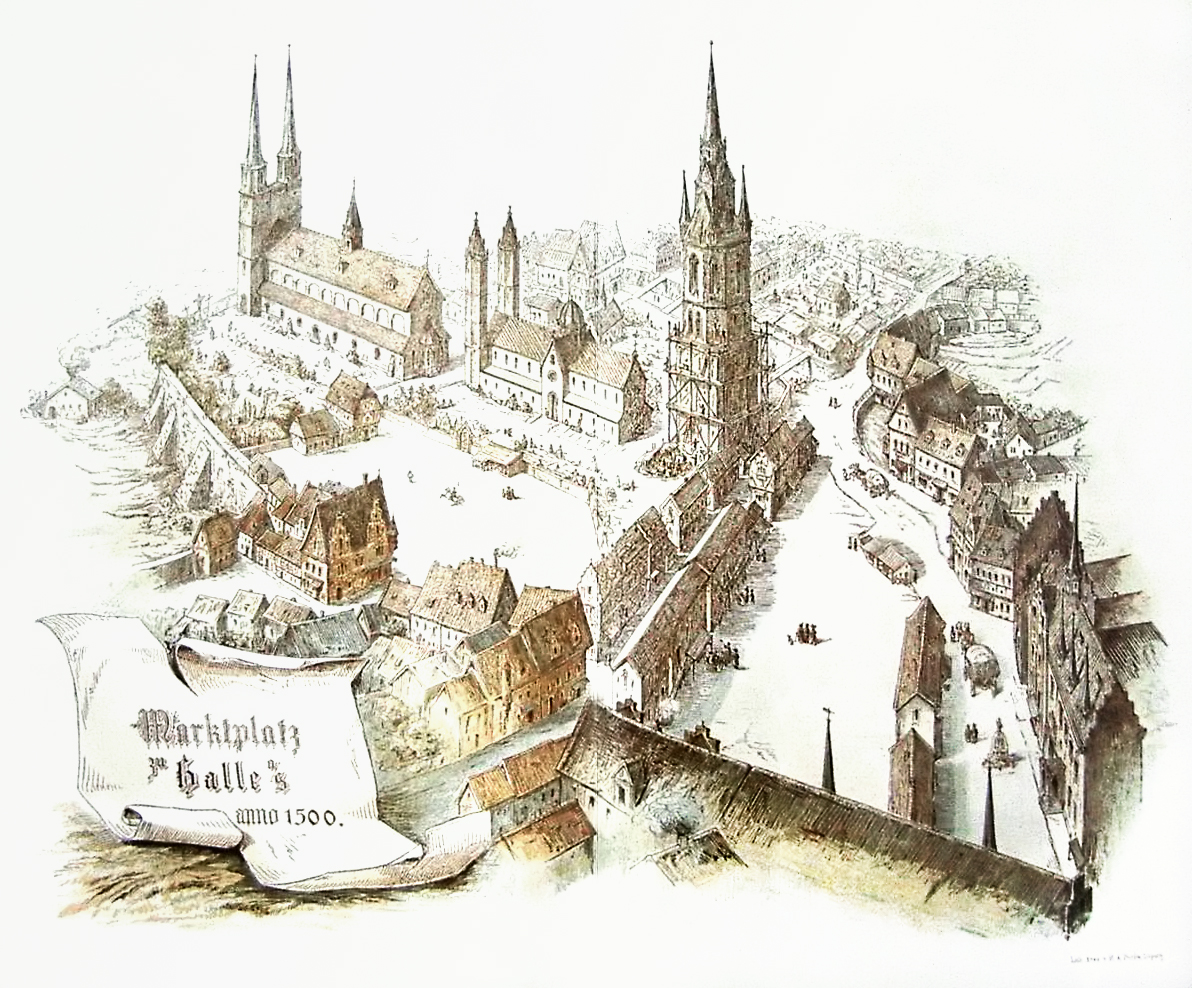
Marktplatz anno 1500, Rekonstruktion

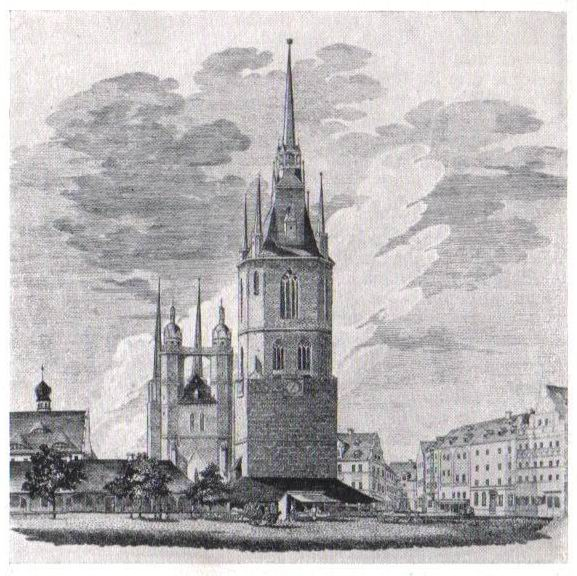
Roter Turm um 1824

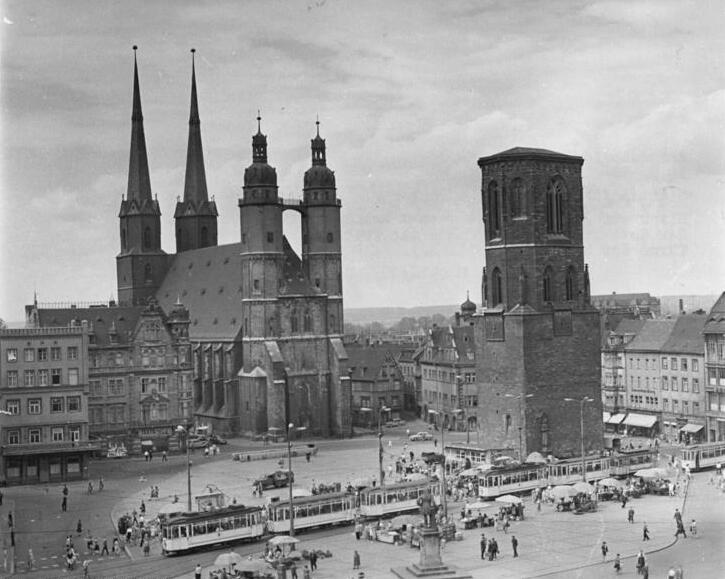
Der Rote Turm mit Kriegsschäden, 1964

Der Rote Turm wurde auf dem Marktplatz von Halle errichtet und steht damit fast genau im Zentrum der Stadt. Es handelt sich um einen im spätgotischen Baustil geschaffenen, freistehenden Uhr- und Glockenturm. Die rechteckige Grundfläche seines unteren quaderförmigen Baukörpers misst circa 10 mal 15 Meter. Der Turm ragt insgesamt 80,7 Meter in die Höhe. Er gilt als das höchste Bauwerk des Mittelalters in Halle. Die Turmspitze des kupfernen Helmdaches ziert ein mit „246 Stacheln“ versehener vergoldeter Kugelknauf von 3,60 Meter Umfang, das entspricht 1,15 Metern Durchmesser.

## Geschichte des Turmes und des Rolands

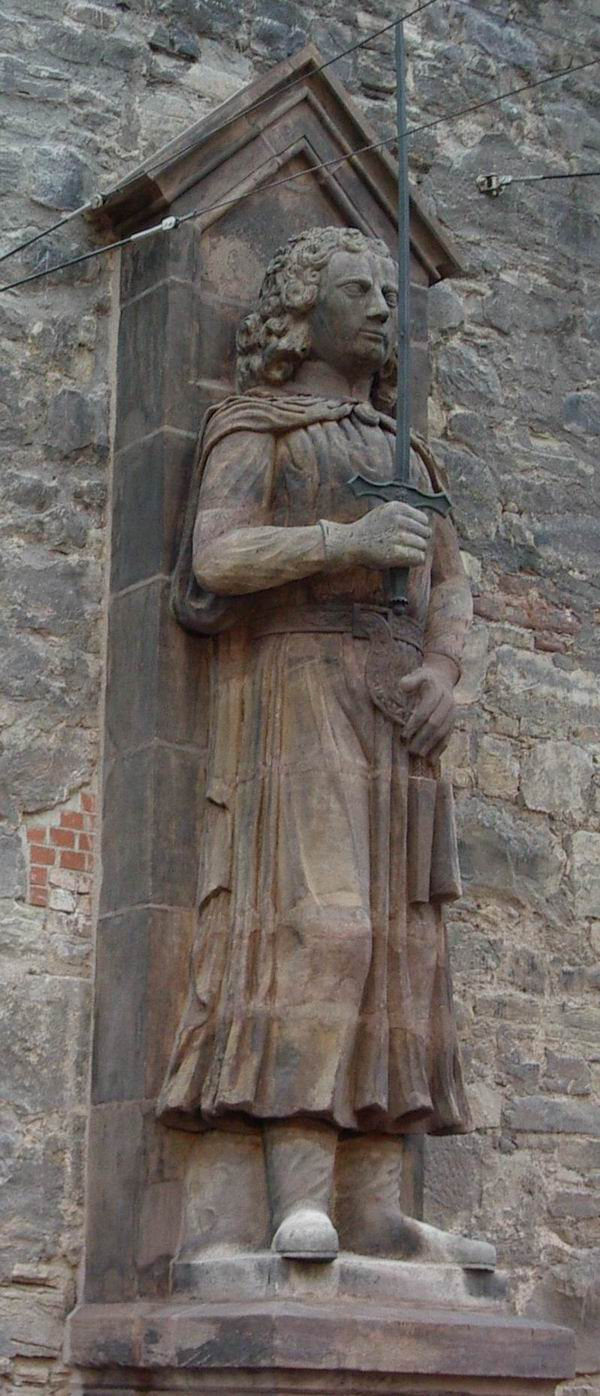
Der hallische Roland nach seiner Wiedererrichtung an der Ostseite des Roten Turmes, im April 2006

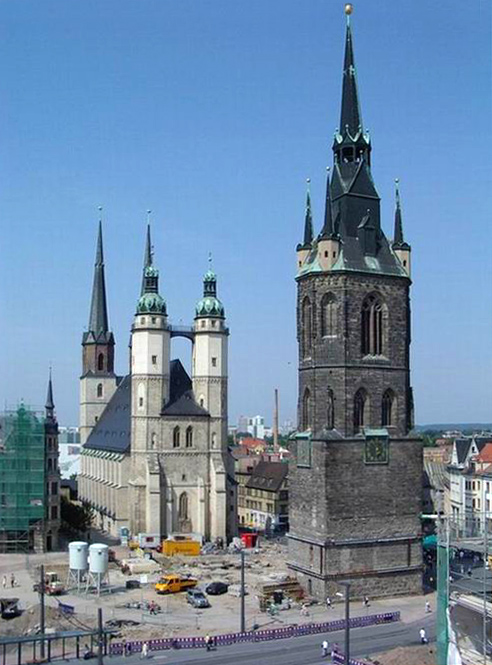
Umbau des Marktplatzes von Halle (Saale), im Juni 2005

Sein Bau durch die Mariengemeinde begann im Jahr 1418 und wurde am 24. Juli 1506 vollendet. Der Tag der Fertigstellung ist urkundlich belegt. Vom Baubeginn zeugt folgende Inschrift, die in vier Meter Höhe in Stein gehauen wurde: ANNO DOMINI millesimo CCCCXVIII locatus est lapis iste. Die Gemeinde ließ den Roten Turm als Glockenturm der Marienkirche erbauen. Er stellte damit einen Campanile dar. Der Rote Turm ist, zumindest bezogen auf seine Entstehungszeit, als Sakralbau einzustufen. Schon vor 1418 stand wohl an dieser Stelle ein Vorgängerturm. Auch gab es in Halle vermutlich zu dieser Zeit einen Turm mit derselben Bezeichnung. Dies besagt die bislang älteste bekannte Erwähnung eines „Roten Turmes“ in der Stadt aus dem Hallischen Talrecht von 1386. Hierin heißt es: Das sal men sitzen uffe sente ghertrude kerchove hinder den roden tormen. Eher unwahrscheinlich ist jedoch, dass damit ein Turm an der Stelle des hier beschriebenen Bauwerkes gemeint war.
Zum Baubeginn trug der Campanile noch den Namen Neuer Turm; die Bezeichnung Roter Turm ist erst seit dem 17. Jahrhundert belegt. Der bekannte Chronist Johann Christoph von Dreyhaupt stellte 1749/1750 die Vermutung an, dass der Turm seinen Namen wegen des ursprünglich in Rot erstrahlenden Kupferdaches erhielt und dieser trotz der späteren Grünfärbung beibehalten worden ist. Der wahrscheinlichere Grund dafür ist vielmehr das damals zu seinem Fuße abgehaltene Blutgericht. Ausdruck dessen war und ist die Figur des Rolands, die schon zwischen 1547 und 1718 als Symbol der Blutgerichtsbarkeit unmittelbar am Turm stand. Es wird teilweise auch die These vertreten, dass der Name einen Bezug zu einem beteiligten Baumeister oder Architekten namens Johannes Rode aufweise, so dass im Volksmund der Begriff „Rode-Thurm“ entstand. Rode könnte als Angehöriger einer hallischen Patrizierfamilie jedoch auch als Stifter in Erscheinung getreten sein. Zumindest deutet eine Inschrift über dem obersten Fenster der Südwand aus dem Jahr 1470 auf eine Mitwirkung Rodes hin: ANNO DOMINI M.CCCC.LXX. locatus est iste lapis per Joh. rod.
Die Geschichte des Rolands ist eng mit jener des Roten Turmes verknüpft. Die Entstehung eines Hallischen Rolands reicht in die Zeit des Schultheißgerichtes heran, das seit 1161 in der Stadt bekannt ist. Die erste Rolandfigur war aus Holz gefertigt. Diese stand auf einem kleinen Hügel nördlich des Rathauses und musste 1341 wegen des Baus des Archivturmes in die Nähe des späteren Roten Turmes versetzt werden. 1513 sperrte man ihn wegen der Unterwerfung der Stadt durch Erzbischof Ernst von Magdeburg in ein hölzernes Häuschen. Hieraus „entkam“ er erst 1547. Kurfürst Johann Friedrich von Sachsen ließ ihn wieder vor den Turm bringen. Im Jahre 1718 musste der Roland wegen der Erweiterung der Hauptwache erneut weichen und kam zum Malz- und Zimmerhause, wo er am 15. November 1719 bei einem Feuer verbrannte. Ein schon Monate vorher in Auftrag gegebener steinerner Roland wurde am 2. September 1719 am Hause des Schöffengerichtes aufgestellt. In den Jahren 1825/1826 ergänzte man den Roten Turm erneut mit einer (diesmal massiven) steinernen Umbauung nach Plänen des Stadtbaumeisters Johann Justus Peter Schulze. Einfach gehaltene Krambuden standen schon zu früherer Zeit um den Turm herum. 1850 musste die Rolandstatue wieder ihren Platz räumen und drohte in einem Schuppen auf dem Rathaushof zu verwahrlosen. Der hallische Bürgerstolz bewirkte seine Restaurierung und am 1. September 1854 die Aufrichtung der Figur an der Südostecke des neugotischen Umbaus.
Ein nach Ausbruch des Zweiten Weltkrieges als Schutz um den Roland gemauerter Backsteinturm mit aufgesetzter Betonplatte verhinderte seine Beschädigung bei den amerikanischen Bombenangriffen und beim Brand des Roten Turmes als Folge eines Artillerietreffers in der Nacht vom 15. zum 16. April 1945. Dabei vermuteten vielleicht die angreifenden amerikanischen Truppen im Turm einen deutschen Artilleriebeobachter. Eine Panzergranate traf den Turm. Bei dem Brand erlitt er schwere Schäden. Er verlor seinen 40 Meter hohen Turmhelm und brannte bis auf die Umfassungsmauern aus. Auch die Umbauung von 1825 war schwer zerstört. Man entschied sich daher, den Umbau komplett abzutragen. Der Turm erhielt ein zeltförmiges Notdach. Die Bauhütte Roter Turm sammelte nach dem Zweiten Weltkrieg lange Jahre Spenden für den Wiederaufbau der Turmspitze, obwohl ein Stadtbaudirektor von „überflüssigem Rotem Turm“ sprach, der abgerissen werden sollte. 1955 erfolgte die Instandsetzung des Hauptgesimses über dem großen Westfenster und des Maßwerkes.
Im November 1964 wurde am noch haubenlosen Turm eine Stahl- und HP-Schalen-Konstruktion errichtet, die einem Schmetterling ähnlich sah und bei den Hallensern unter diesem Namen bekannt wurde. Anfang 1975 wurde dieser Bau im Rahmen der darauffolgenden Erneuerung der Turmhaube und des Dachstuhls abgerissen. Die endgültige Wiederherstellung mit Rekonstruktion des Turmhelmes in Stahlbauweise wurde jedoch erst, direkt nach einem Beschluss der Stadtverordnetenversammlung, ab dem 22. Mai 1975 in Angriff genommen. Das Aufsetzen des Helms, bestehend aus Unterkonstruktion, Laterne, Seitentürmchen und Spitze wurde mit einem Spezialkran der IMO Merseburg am 8. September 1975 begonnen und endete am 11. September. Die komplette Rekonstruktion des Turmhelms und die im Februar 1976 begonnene Errichtung der bislang letzten Umbauung, eine ringsherum verglaste stelzengetragene Stahlkonstruktion, die den früheren Schmetterling ersetzte und an deren Ostseite seither der Roland stand, wurde am 25. Mai 1976 abgeschlossen.
In den Jahren von 2004 bis 2006 wurde der hallische Marktplatz komplett umgebaut. Zahlreiche bei den begleitenden archäologischen Flächengrabungen zu Tage getretene Knochenfunde belegen, dass die Hallenser über einen langen Zeitraum hinweg westlich des Roten Turms ihre Toten beerdigten. An dieser Stelle befand sich der Friedhof der Marienkirche, an die heute nur noch die beiden östlichen Türme der Marktkirche, die sogenannten Hausmannstürme, erinnern. Bei den Grabungen stießen die Wissenschaftler auch auf Reste von Bausubstanzen, die wegen ihrer Zusammensetzung dafür sprechen, dass schon vor Baubeginn des Roten Turmes auf der ihn umschließenden Fläche Händlerbuden gestanden haben müssen. Im Zuge der Marktplatzumgestaltung ist ferner die Umbauung des Turmes aus dem Jahr 1976 wieder entfernt worden. Im Rahmen der 1200-Jahr-Feier der Stadt ist die Rolandfigur unmittelbar am Turm wiedererrichtet und am 28. April 2006 feierlich enthüllt worden.
Am 24. Juli 2006, dem 500. Jahrestag seiner Vollendung, wurde am Fuße des Turmes gefeiert. Die Deutsche Post veröffentlichte einen Sonderstempel, und der Monetarium e. V. bot eine Gedenkmedaille zum Ereignis an. Am Abend erklang das Carillon. Von August 2007 bis Oktober 2008 wurde der Turm einer umfassenden Sanierung unterzogen. Dabei wurde im April 2008 ein seit Jahrzehnten verkleideter Raum mit doppeltem Kreuzgrat-Gewölbe freigelegt.
Am 11. September 2015 fand zu Füßen des Roten Turms eine Veranstaltung aus Anlass des 40. Jahrestages der Wiedererrichtung des Turmhelms statt. Der Organist Martin Stephan gab dabei ein Carillon-Konzert und der Dokumentarfilm „Der Rote hat seine Spitze wieder“ aus dem Jahr 1976 wurde vorgeführt.

## Uhrenschlag

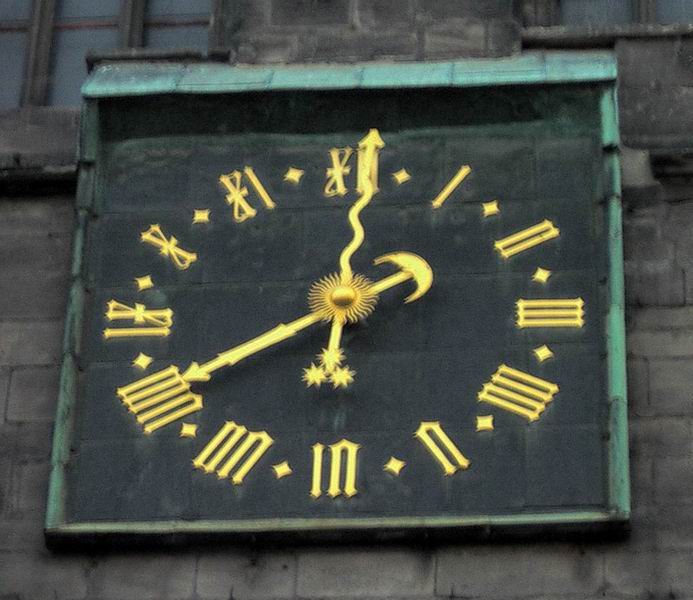
Uhr am Roten Turm – Ostseite

Die ersten Glocken wurden noch während der Bauzeit im 1. Fenstergeschoss aufgehängt. So bekam die 1460 eingebrachte „große Glocke“ schon zwei Jahre später eine noch größere Glocke an ihre Seite. Da sie jedoch schon im darauf folgenden Jahr zersprang, musste sie erstmals neu gegossen werden. Im Jahr 1468, als sie wieder auf den Turm gezogen wurde, erhielt dieser auch die große Zeiger- oder Uhrglocke mit Inschrift. Hinzu kam noch die kleine Zeiger- oder Viertelstundenglocke. Die Turmuhr erhielt 1580 ein neues, zunächst nur zweiseitiges Zeigergestell, das im Jahr darauf mit vier Zifferblättern vollendet wurde. Die Uhrzeiger hat man 1711 neu vergoldet und die Zifferblätter 1823 frisch angestrichen.
Der Rote Turm in Halle verfügt in der Laterne fünf Bronze-Glocken für den Uhrenschlag. Zusammen mit dem Turmglockenspiel (Carillon) im oberen Oktogon-Geschoss, ergibt sich eine Gesamtglockenzahl von 81. Die Melodie des Uhrenschlages entspricht dem Westminsterschlag und ist somit ein Gruß an Georg Friedrich Händels Wahlheimat London mit dem Big Ben. Das Grundmotiv dieser Melodie wurde angeblich der Arie I Know That My Redeemer Liveth aus dem Messias des in Halle (Saale) geborenen Komponisten Georg Friedrich Händel entnommen.

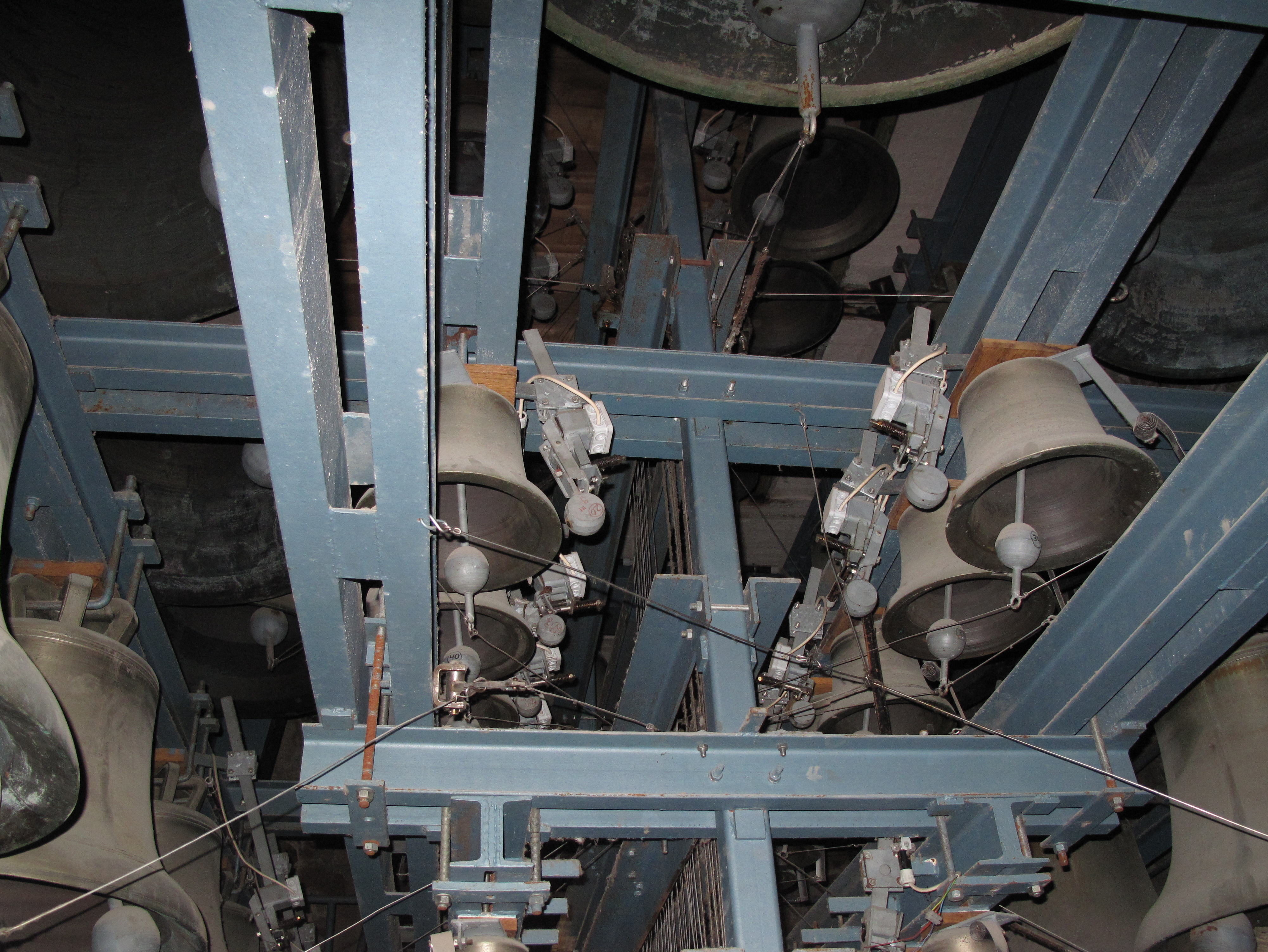
Teile des Carillons

## Carillon
Im Roten Turm vollendete man zur Eröffnung der 42. halleschen Händel-Festspiele am 5. Juni 1999 die Installation eines neuen Carillons (Glockenspiel), bestehend aus 76 Bronzeglocken mit einem Gesamtgewicht von 45.980 kg, in einem 10 Meter hohen Glockenstuhl im oberen Oktogon-Geschoss des Turmes. Alle Glocken sind fest installiert und nicht beweglich wie es von Kirchenglocken bekannt ist. Sie werden durch einen beweglichen Klöppel an der Innenwand der Glocken mittels Seilzügen angeschlagen, die mit Stocken (Hände) und Pedal (Füße) gezogen werden. Die größte Glocke trägt den Namen „Dame Händel“. Sie hat einen Durchmesser von 2,36 m und wiegt 8056 kg. Die kleinste Glocke wiegt nur 10,7 kg und hat einen Durchmesser von 16,3 cm. Geplant und gestaltet wurde das Glockenspiel von Apoldas letztem Glockengießermeister Franz Peter Schilling und Ehefrau Margarete Schilling, gegossen wurde es in Apolda und fertiggestellt in Karlsruhe von der Glockengießerei Carl Metz.
Bezogen auf die Anzahl der Glocken trägt der Turm damit das größte Carillon Europas und das zweitgrößte Carillon weltweit in seinem Baukörper. Übertroffen wird er lediglich vom Glockenspiel des Tower of the Apostles Kirk in Bloomfield Hills, Michigan, USA, das mit 77 Glocken aufwarten kann, und dem ebenso großen Carillon im Hyechon College in Südkorea. 
2019 erhielt das Glockenspiel den offiziellen Namen „Europa-Carillon“.

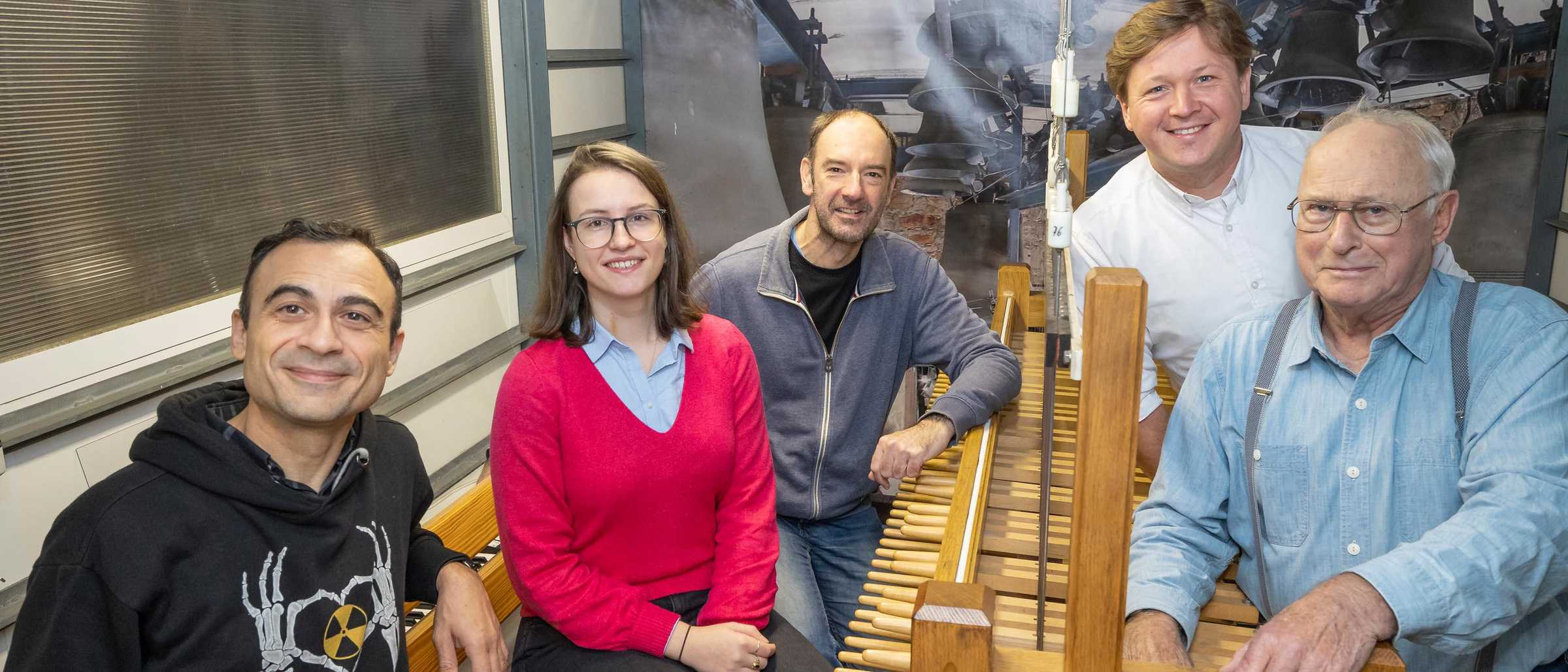
Halles Stadt-Carillonneure sind (v. l.) Davit Drambyan, Uta Gräber, Maik Gruchenberg, Maximilian Metz und Johannes Langenhagen. Deutschlandweit sind sie die einzigen Musiker mit diesem Titel. (Foto: Ziegler)

Halle hatte bis Anfang der 2000er Jahre keinen eigenen Carillonneur, wodurch das größte Instrument Europas fast ausschließlich dank der eingebauten Automatik und seltener von Gast-Carillonneuren gespielt wurde. Im Juni 2017 startete in Halle erstmals ein Ausbildungsprogramm, initiiert durch den „Förderkreis Glockenspiel“ im „Förderverein für das Stadtmuseum Halle e. V.“ Dazu wurde ein Übungsinstrument in Mechelen in Auftrag gegeben, welches heute in Halle steht und der Ausbildung dient. 2017 begann der Meisterkurs für zunächst 5 Carillonneure beim Kasseler Carillonneur Wilhelm Ritter († 2018). Sie wurden am 15. Oktober 2023 von Bürgermeister Egbert Geier offiziell zu den Halleschen Stadt-Carillonneuren und somit den ersten in Deutschland ernannt. Maximilian Metz, Maik Gruchenberg, Davit Drambyan, Uta Gräber und Johannes Langenhagen spielen seitdem regelmäßig. Zwei neue Anwärter sind seit 2023 ebenfalls in der Halleschen Carillonneurs-Ausbildung. Seit Beginn der Ausbildung wird das „Europa-Carillon“ jeden Sonntag und zu mehreren Konzerten im Jahr live bespielt.

## Turmurkunden

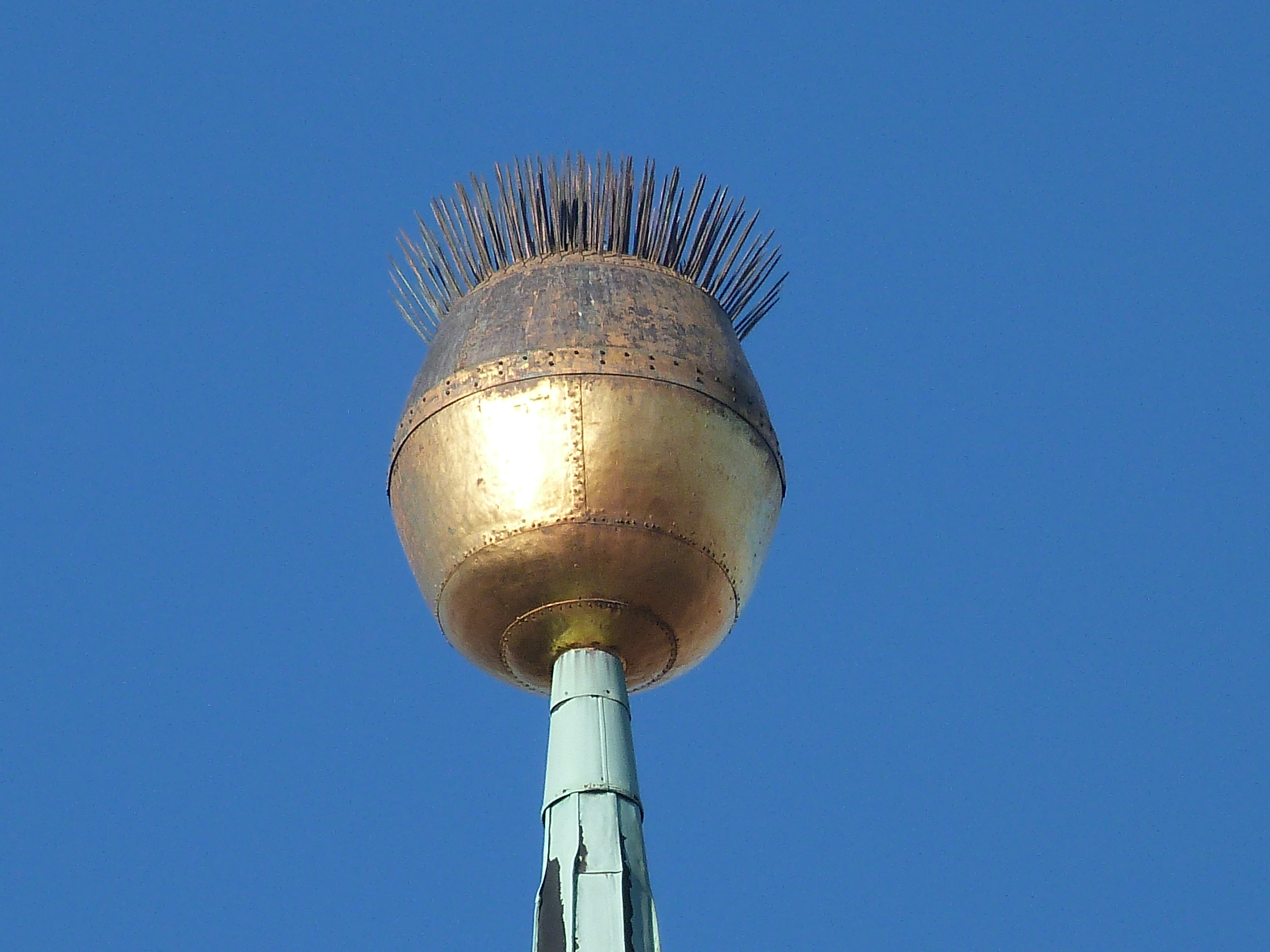
Kugelknauf mit Turmurkunden

- 24. Juli 1506, Einweihungs- und Vollendungsurkunde (lateinisch) – Auszug: „…: cunctorumque celestium civium nec non pro decore famosissime civitatis Hallensis: tociusque communitatis: immo & Regionis.“ (…: wie auch zum Preise nicht nur der berühmten Stadt Halle: ihrer Gesamtgemeinde und selbst der ganzen Region.)
- 28. April 1659, Urkunden über die Wiederherstellung des Turmhelmes und die Neuvergoldung des Turmknopfes (lateinisch)
- 1825, Urkunde über die Errichtung der Umbauung und die Öffnung des Turmknopfes am 15. September 1825 (lateinisch)

## Anekdoten
- Einer Sage nach soll der Bau des Roten Turmes 4000 Gulden gekostet haben. Vielleicht rührte dieser viel zu niedrige Wert von dem Hinweis in der Chronik von Thomas Cresse, dass „der Rath, da die hohe Spitze im Jahre 1506 auf dem Turm gesetzt wurde und der Bau vollendet war, 400 fl. zur Hülfe gegeben habe“. Da 400 Gulden als zu wenig angenommen wurden, hat man wohl eine Null angehängt und diese Zahl als Bausumme ausgegeben. Die 400 Gulden stellten jedoch nur einen Beitrag zur Turmspitze dar, die im Übrigen von der Mariengemeinde finanziert war.
- Siegmar von Schultze-Galléra wusste noch von einer weiteren Sage über die Flamme auf dem Roten Turm zu berichten: Danach zeige sich um die Mitternachtsstunde des Dreikönigstages auf der Spitze des Turmes eine hell glänzende Feuerzunge und wer den Mut habe, sie anzusprechen, zu dem steige sie herab, begleite ihn nach Hause und ihm gelänge alles, was er bis zum nächsten Dreikönigstag unternehme.
- Erich Neuß schildert den Besuch einer Schulklasse in der Saalestadt: Als auf die Frage eines Oberprimaners, warum denn der Rote Turm vier Zifferblätter' habe, wo doch auch eines reichen würde, selbst der Lehrer keine Antwort parat hatte, kam ihm ein in der Nähe stehender Latz (hallisch für „Bengel“ oder „Halbwüchsiger“) mit folgendem Einwurf zu Hilfe: „Damit dass, wenn vier Leite uff eenmal uff de Uhr gucken wolln, nich eener uff d’n annnern ze warten brauch’!“.

## Lyrik
Friedrich Hesekiel: Der rothe Thurm. 1824 
 Alte Thürme, hohe Thürme!

 Seid willkommen mir von Weitem!

 Wie die Häuser froh sich breiten

 Unter Eurem Schutz und Schirme!

 Hoch erhaben steht der Eine,

 Ernst und stark, aus Quadern mächtig

 Aufgebaut und schaut bedächtig

 Auf die Stadt, die liebe, seine.

 Dich, o Thurm will ich begrüßen

 Ernst und stark, aus Quadern mächtig

 Aufgebaut, schaust Du bedächtig

 Auf die Stadt zu Deinen Füßen.

 Drei Jahrhunderte vergingen,

 Seit Du so hinabgeschauet,

 Seit Dich Regen hat bethauet,

 Dich berührten Sturmesschwingen.

 Rother Thurm, des Blutes Zeichen,

 Das Gerechtigkeit vergossen,

 Das dem Rolandsbild geflossen,

 Unter Beil und Schwerdtesstreichen.

 Roth ist auch der Freude Farbe;

 Künde Freud’ und Frieden immer,

 Deine Quelle fließe nimmer,

 Reich sei stets des Feldes Garbe.

## Rezeption in der Malerei
Bekannt ist der Turm als Hauptmotiv eines expressionistischen Gemäldes von Ernst Ludwig Kirchner aus dem Jahr 1915. Es ist im Museum Folkwang in Essen ausgestellt.

Caspar David Friedrich schuf um 1818 sein Gemälde Nacht im Hafen (Schwestern), das sich in der Eremitage Sankt Petersburg befindet. Unverkennbar lässt sich am linken Bildrand der Rote Turm als Inspiration für das Fantasiemotiv der Romantik wahrnehmen.

Heinz Kupfernagel, geboren in Passendorf (heute Halle Südstadt), thematisierte den roten Turm in diversen Bildern und Graphiken.

Hans Nowak, malte nach dem Fall der Mauer um 1990 – und wenige Jahre vor seinem Tod – den Roten Turm impressionistisch. Das Gemälde Der Markt in Halle ist eine Hommage an seinen Geburtsort Halle und zeigt den Marktplatz mitsamt der Marienkirche und dem Roten Turm.

Ebenfalls künstlerisch verewigt wurde der Rote Turm 1930 von Lyonel Feininger, einem der bedeutendsten Vertreter des Kubismus, im Zyklus seiner Halle-Bilder. Feininger schuf zwei Ölgemälde vom Roten Turm sowie mehrere Zeichnungen und Fotografien. Eines der Gemälde (Roter Turm II) befindet sich im Kunstmuseum Mülheim an der Ruhr. Das Gemälde Roter Turm I galt lange Zeit als verschollen. Im Jahr 2006 wurde seine Versteigerung verhindert und ein Verfahren zur Aufnahme in das Verzeichnis national wertvollen Kulturguts eingeleitet, um den Verkauf ins Ausland zu unterbinden. Mit Hilfe der Kulturstiftung der Länder und von Sponsoren gelang dem Land Sachsen-Anhalt die Rückführung des Werkes. Es ist seit dem 7. Juli 2009 wieder im Besitz der Stiftung Moritzburg in Halle (Saale), dem Kunstmuseum des Landes Sachsen-Anhalt, und wird dort im Rahmen der Dauerausstellung auf der so genannten Feininger-Empore ausgestellt.

Gemälde, die den Roten Turm zeigen
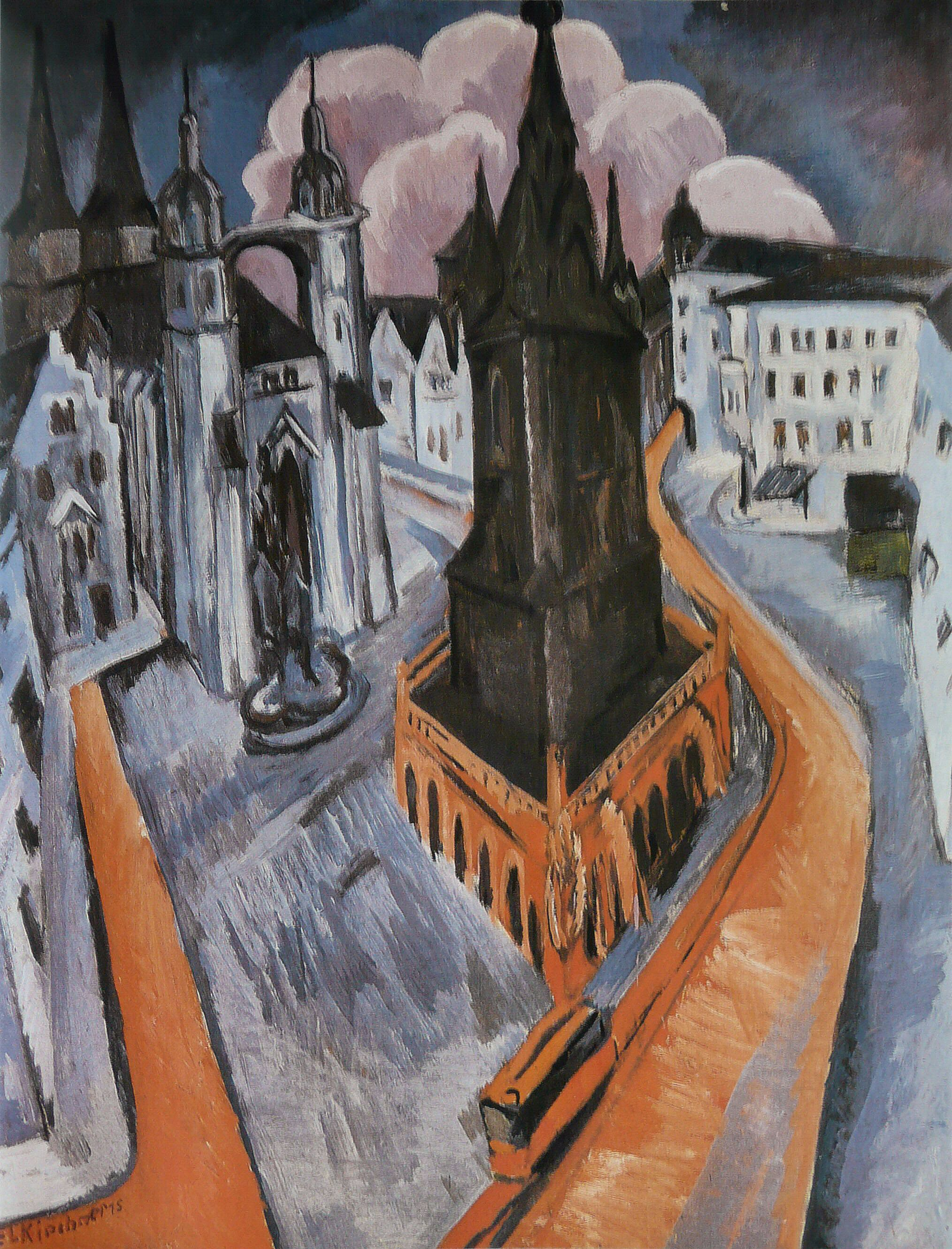
Ernst Ludwig Kirchner Der rote Turm in Halle 1915
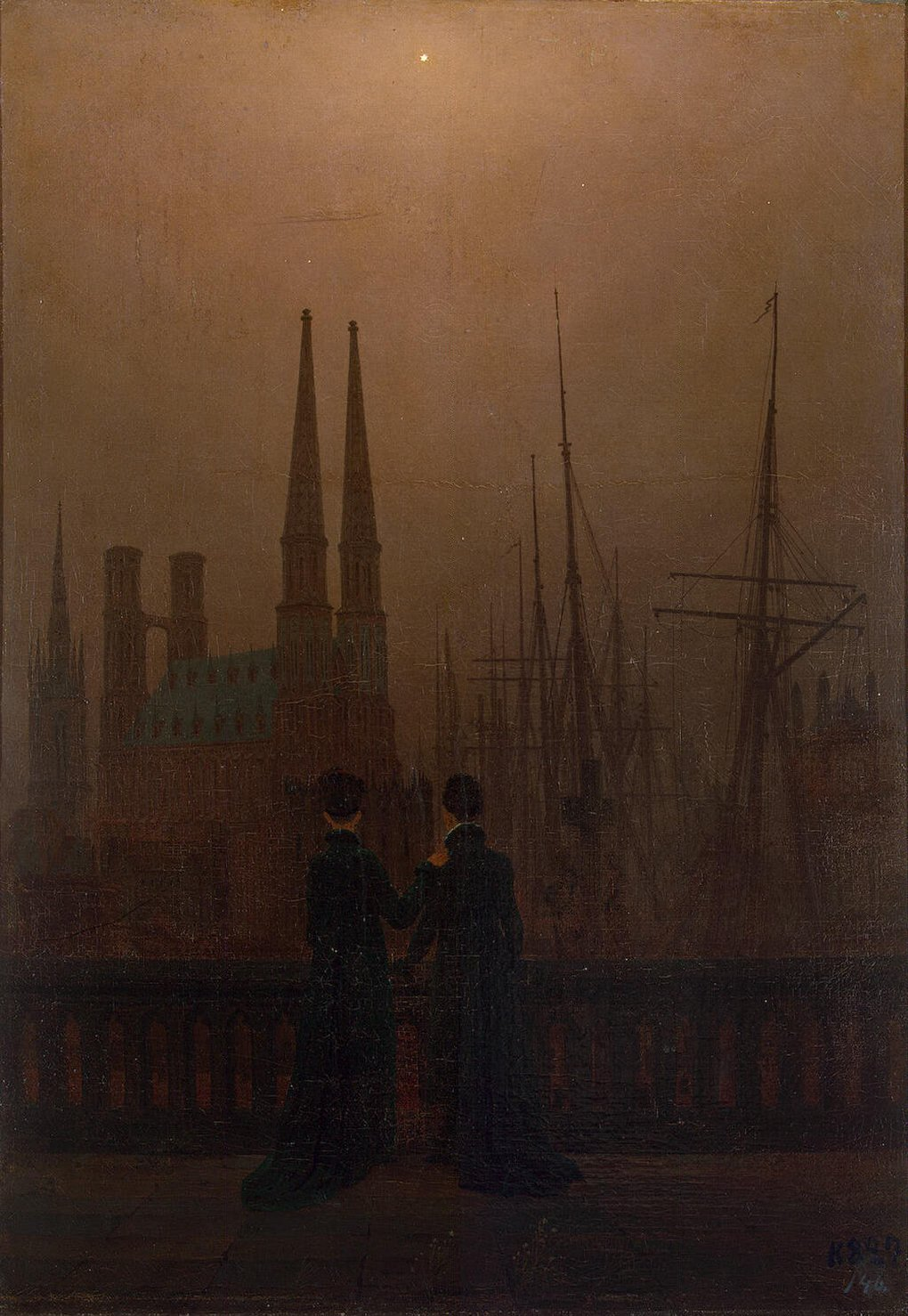
Caspar David Friedrich Nacht im Hafen (Schwestern) um 1818
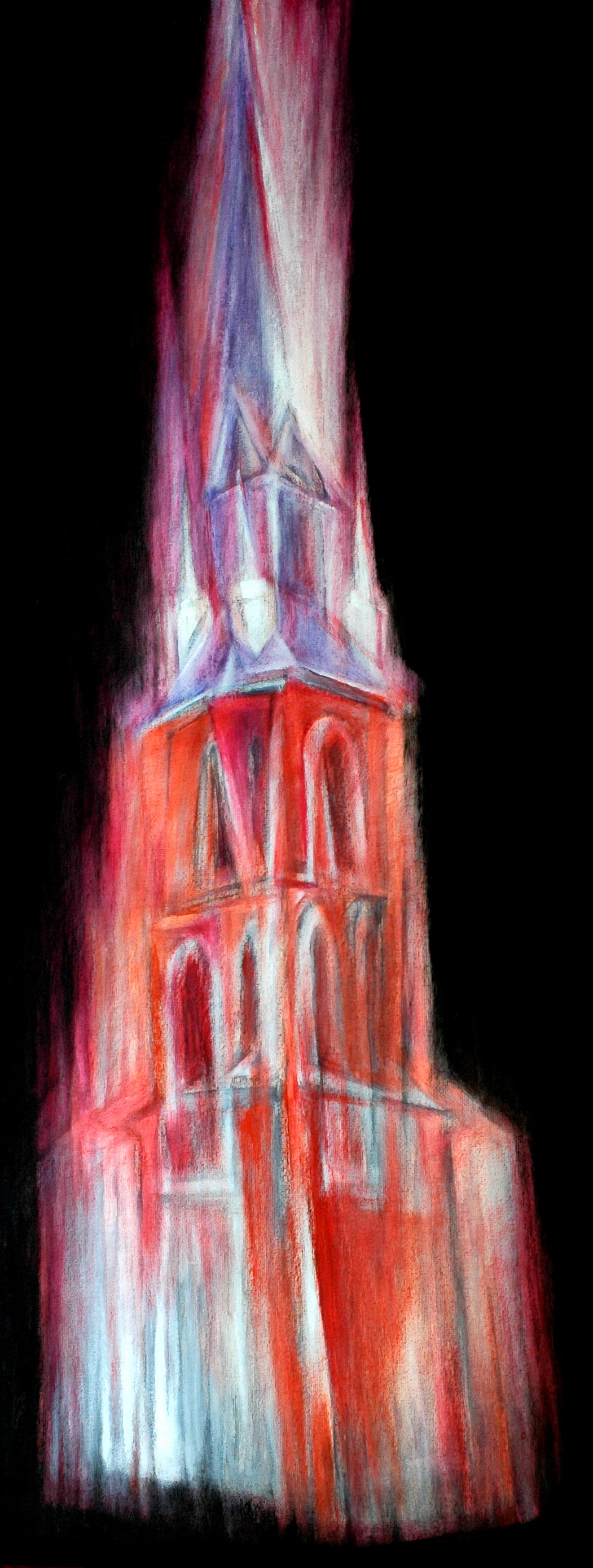
Heinz Kupfernagel Roter Turm 1953
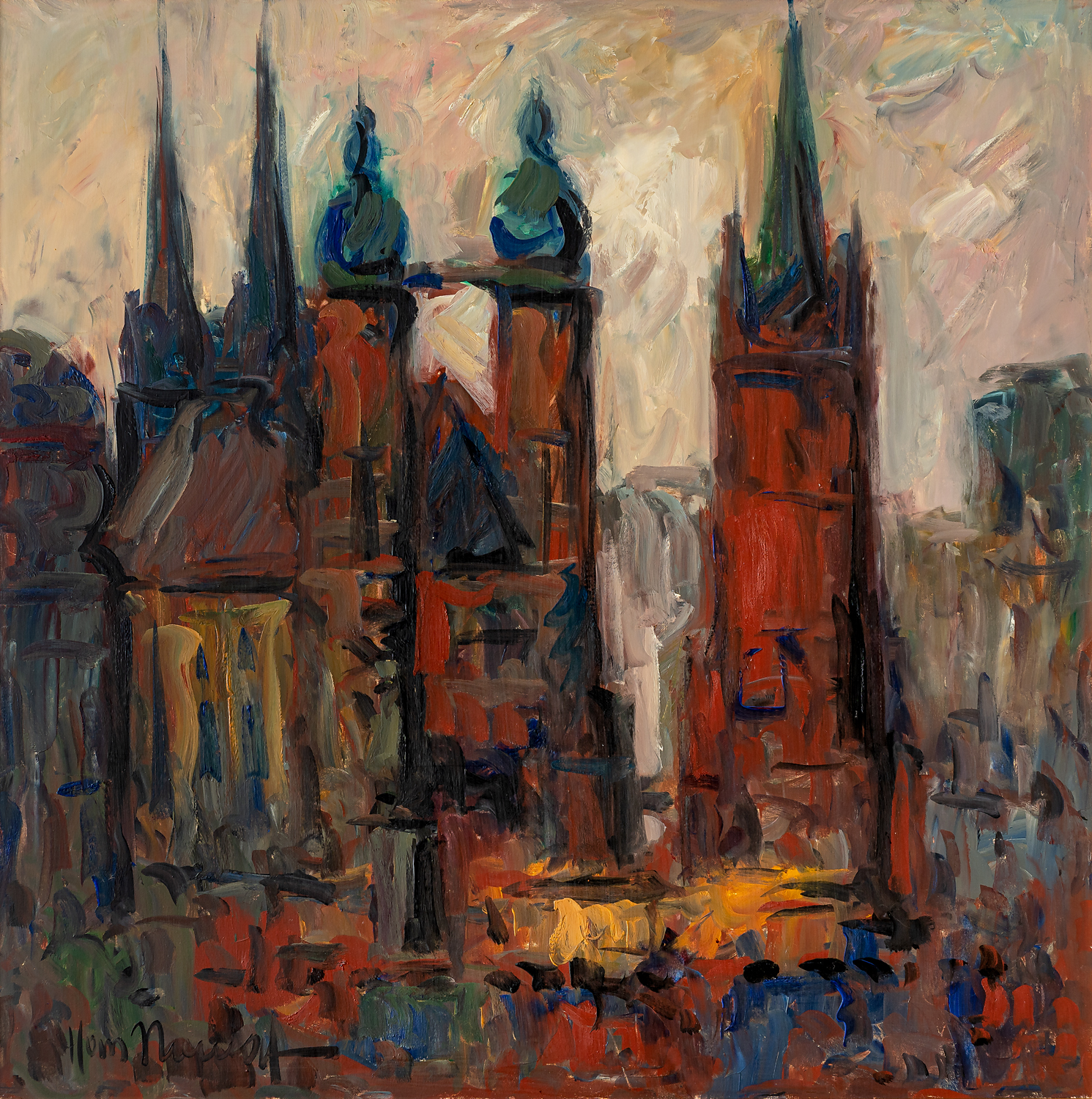
Hans Nowak Der Markt in Halle um 1990
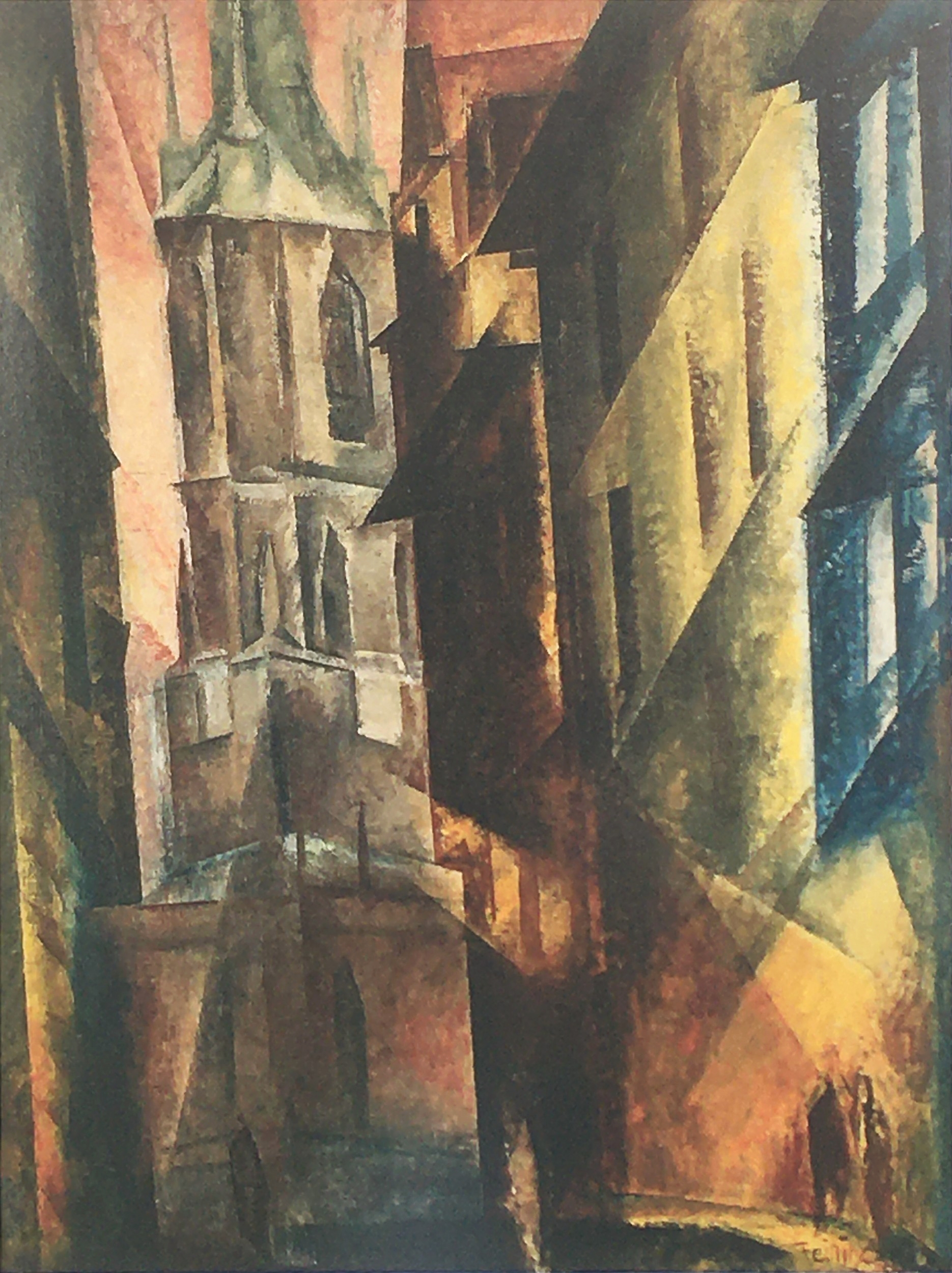
Lyonel Feininger Roter Turm II 1930